# Mayonaka Punch
Mayonaka Punch (яп. 真夜中ぱんチ, Mayonaka Panchi, англ. Midnight Punch, укр. Опівнічний удар) — оригінальний аніме-серіал, створений студією P.A. Works. Серіал розроблений Dōga Tōkō Shōjo, режисером виступив Шю Хонма, сценарій написав Хідеакі Шірасако, Рьота Аріма адаптував оригінальні дизайни персонажів Цукаси Котобукі для анімації, а музику створили tape і Раку. Аніме виходило в ефір з липня по вересень 2024 року.
Манґа-адаптація з ілюстраціями Томомі Усуї публікувалася в журналі Young Ace від Kadokawa Shoten з березня 2024 по лютий 2025 року. Ранобе написане Цудзуро Хібі, а ілюстрації до нього створив Цукаса Котобукі. Видавництво Fujimi Shobo випустило його у липні 2024 року.

## Синопсис
Масакі Соноуе, «NewTuber» виключають із її нинішньої групи після того, як вона вдарила одного зі своїх колег. Відчайдушно намагаючись відновити свою онлайн-репутацію, вона зустрічає Лайв, лідерку групи вампірів, яка одержима бажанням висмоктати з неї кров. Масакі укладає угоду з Лайв: якщо вона допоможе їй стати вірусною та набрати 1 мільйон підписників, Лайв зможе нею харчуватися.

## Персонажі

### Mayonaka Punch
Масакі Соноуе (яп. 園上 真咲, Sonoue Masaki)
Сейю: Ікумі Хасегава
Одна із засновниць YouTube-каналу Hype-Girls, яка втратила репутацію через серію проявів насильства. Тепер вона працює разом із Лайв, щоб відновити своє ім'я. Однак через страх критики після скандалу Масакі вирішує залишитися за кадром як головна редакторка та член команди каналу Mayonaka Punch.
Лайв (яп. りぶ, Ribu)
Сейю: Файруз Ай
Вампірка та матріарх особняка Бонпай. Проспавши 20 років, вона прокидається після того, як бачить сон про Масакі, і об'єднується з нею, щоб задовольнити свою потребу в крові.
Ічіко (яп. 苺子)
Сейю: Юіна Іто
Вампірка та помічниця Лайв. Маленька дитина-вампір, яка займається приготуванням їжі та хатніми справами.
Фуу (яп. 譜風)
Сейю: Хіна Йомія
Вампірка та помічниця Лайв. Сором'язлива підліток-вампір, яка має талант до співу й водночас є фудзьоші.
Токаге (яп. 十景)
Сейю: Хітомі Уеда
Вампірка та азартна гравчиня.
Юкі (яп. ゆき)
Сейю: Каяно Аї
Вампірка високого рангу, яка наглядає за мешканцями особняка Бонпай, щоб їхні здібності не були викриті через відео.

### NewTuber
Кікка (яп. 橘花)
Сейю: Чіка Анзай
Отомі (яп. 乙美)
Сейю: Рейна Кондо
Ігіто (яп. 異議人)
Сейю: Окамото Нобухіко
Тандура (яп. 端ぶらー)
Сейю: Суґіта Томокадзу

### Інші персонажі
Сакура Соноуе (яп. 園上 さくら, Sonoue Sakura)
Сейю: Манака Івамі
Молодша сестра Масакі.

## Медіа

### Манґа
Манґа-адаптація з ілюстраціями Томомі Усуї публікується в журналі Young Ace від Kadokawa Shoten з 4 березня 2024 року по 4 лютого 2025 року. Станом на березень 2025 року вийшло два томи танкобону.
| № | Дата виходу    | ISBN                   |
| - | -------------- | ---------------------- |
| 1 | 4 липня 2024   | ISBN 978-4-04-115055-9 |
| 2 | 4 березня 2025 | ISBN 978-4-04-115567-7 |

### Аніме
26 січня 2024 року компанії Kadokawa Corporation та P.A. Works оголосили про створення оригінального аніме-серіалу, який виходив в ефір з 8 липня по 23 вересня 2024 року на Tokyo MX, AT-X та інших телеканалах. Опенінґ — «Gimmie Gimmie» (ギミギミ) у виконанні Лайви (Файруз Ай), Ічіко (Юіна Іто), Фуу (Хіна Йомія), Токаге (Хітомі Уеда) і Юкі (Каяно Аї), а ендонінг — «Henshū-ten» (яп. 編集点) у виконанні Масакі (Ікумі Хасегава). Crunchyroll транслює серіал в Америці, Африці, Європі, Близькому Сході, Індійському субконтиненті та Океанії. Medialink надала ліцензію на трансляцію серіалу в Східній і Південно-Східній Азії на YouTube-каналі Ani-One Asia.

#### Список серій
| № серії | Назва серії | Режисер(и)       | Сценарист(и)      | Storyboarded by   | Оригінальна дата показу |
| ------- | --- | ---------------- | ----------------- | ----------------- | ----------------------- |
| 1       | «Скасована дівчина і сонний вампір» Транслітерація: «Enjō Musume to O Nebō Vanpaia» (яп. 炎上娘とお寝坊ヴァンパイア)                                       | Шу Хонма         | Хідеакі Ширасака  | Шу Хонма          | 8 липня 2024            |
| 2       | «Відкриваємо канал! Доброго ранку серед ночі!» Транслітерація: «Channeru Kaisetsu! Mayonaka Nanoni Ohhayō!» (яп. チャンネル開設！真夜中なのにおっはよー！) | Тацуя Сасакі     | Хідеакі Ширасака  | Шу Хонма          | 15 липня 2024           |
| 3       | «До нас приєднався новий член! Мертві або живі» Транслітерація: «Shin Menbā Kanyū de Deddo oa Araibu» (яп. 新メンバー加入で DEAD or ALIVE)                 | Томоакі Ота      | Сейічіро Мочізукі | Шу Хонма          | 22 липня 2024           |
| 4       | «Зірка наступного відео - хто?» Транслітерація: «Tsugi no Kikaku no Shuyaku Fū?» (яп. 次の企画の主役はwho?)                                                | Айя Кобаяші      | Юмі Сузуморі      | Котомі Деай       | 29 липня 2024           |
| 5       | «Кров або смерть! Виживання на безлюдному острові» Транслітерація: «Chi Shi! Mujintō Sabaibaru» (яп. 血死！無人島サバイバル)                               | Юрі Хагівара     | Сейічіро Мочізукі | Дзюнічі Саката    | 5 серпня 2024           |
| 6       | «Бажання Ічіко» Транслітерація: «Ichiko no Negai» (яп. 苺子の願い)                                                                                         | Айя Кобаяші      | Юмі Сузуморі      | Кацумі Терахігаші | 12 серпня 2024          |
| 7       | «Твої улюбленці такі милі, підписуйся!» Транслітерація: «Oshi wa Tōtoshi Oseyo Tōroku» (яп. 推しは尊し押せよ登録)                                          | Такеюкі Садохара | Хідеакі Ширасака  | Такеші Фурута     | 19 серпня 2024          |
| 8       | «У головній ролі TSUMA FES Extreme!» Транслітерація: «Sansen! Tsuma Fesu・Kiwami» (яп. 参戦！TSUMA FES・極)                                                | Томоакі Ота      | Сейічіро Мочізукі | Наокацу Цуда      | 26 серпня 2024          |
| 9       | «Ласкаво просимо. Тепер це ваш сімейний дім!» Транслітерація: «Okaeri. Koko ga Ima Kara Anta no Jikka da!» (яп. お帰り。ここが今からあんたの実家だ！)      | Масанорі Міята   | Юмі Сузуморі      | Йошіюкі Асаї      | 2 вересня 2024          |
| 10      | «Буяння × Доленосне протистояння!» Транслітерація: «Bōsō × Innen no Taiketsu!» (яп. 暴走 × 因縁の対決！)                                                   | Шун Цучіда       | Юмі Сузуморі      | Гоїчі Івахата     | 9 вересня 2024          |
| 11      | «Оголошення: Зникла безвісти» Транслітерація: «[Gohōkoku] Shissō Shimashita» (яп. 「ご報告」失踪しました)                                                  | Мегумі Сога      | Хідеакі Ширасака  | Кацумі Терахігаші | 16 вересня 2024         |
| 12      | «Останній прямий ефір» | Шу Хонма         | Хідеакі Ширасака  | Шу Хонма          | 23 вересня 2024         |

### Ранобе
Ранобе написане Цудзуро Хібі та проілюстрована Цукасою Котобукі, булу опубліковане видавництвом Fujimi Shobo під імпринтом Fujimi Fantasia Bunko 20 липня 2024 року.